# Браун Федір Олександрович
Фе́дір Олекса́ндрович Бра́ун (рос. Фёдор Александрович Браун; 1862 — 1942) — російський філолог. Професор Петербурзького університету.

## Біографічні відомості
1885 року закінчив історико-філологічний факультет Санкт-Петербурзького університету. 1888 року став читати лекції в університеті з історії західноєвропейських літератур і германської філології.
Серед праць: «Дослідження в галузі гото-слов'янських відносин» (Санкт-Петербург, 1899).